# Großsteingräber bei Vehlitz
Die Großsteingräber bei Vehlitz waren vermutlich sechs megalithische jungsteinzeitliche Grabanlagen bei Vehlitz, einem Ortsteil von Gommern im Landkreis Jerichower Land, Sachsen-Anhalt. Alle wurden wohl im 18. oder 19. Jahrhundert zerstört.

## Lage
Grab 1 lag direkt bei Vehlitz am Anger auf der linken Seite der Brücke. Grab 2 befand sich nahe der Kreuzung der Wege von Vehlitz nach Leitzkau und von Wallwitz nach Dannigkow. Grab 3 lag nur 50 Schritt von diesem entfernt. Grab 4 lag am Weg nach Dannigkow, noch auf Vehlitzer Gebiet bei Mötelitz.

## Forschungsgeschichte
Erstmals dokumentiert wurde eine der Anlagen (Nr. 1) von Justus Christianus Thorschmidt, Anfang des 18. Jahrhunderts Pastor in Plötzky bei Gommern. Seine Angaben übernahm Joachim Gottwalt Abel, der zwischen 1755 und 1806 Pastor in Möckern war. Durch eigene Nachforschungen konnte er drei weitere Gräber identifizieren. Abel hinterließ über seine Forschungen nur handschriftliche Aufzeichnungen, die 1928 durch Ernst Herms publiziert wurden. Die Gräber selbst waren bei Herms’ Untersuchungen aber bereits vollständig abgetragen. Die Steine von Grab 1 waren zum Teil zu Bauzwecken, zum Teil zur Errichtung eines Denkmals für die Befreiungskriege 1813–14 verwendet worden. Die mögliche Existenz zweier weiterer Gräber ist nur durch die Bezeichnungen „Steinstücken“ und „Steinmaassen“ auf einem historischen Messtischblatt belegt.

## Beschreibung

### Grab 1

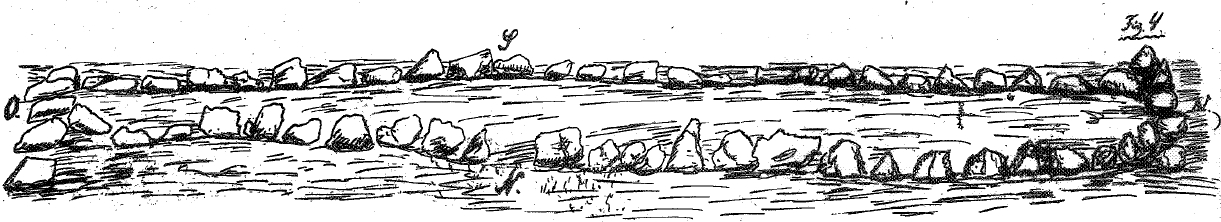
Zeichnung von Grab 1 nach Abel

Grab 1 besaß ein ost-westlich orientiertes Hünenbett, dass bei Abels Aufnahme noch 58 Umfassungssteine besaß, die teils noch in situ standen, teils bereits umgefallen waren. Hiervon befanden sich 25 an der nördlichen und 23 an der südlichen Langseite. Die Schmalseiten wiesen jeweils fünf Steine auf, die im Osten in einer geraden Reihe, im Westen jedoch bogenförmig angeordnet waren. Die vier äußersten Steine der Schmalseiten ragten über die Langseiten hinaus. Die Umfassungssteine ragten zum Teil 6 Fuß (etwa 1,9 m) aus der Erde, ihre Gesamthöhe war noch deutlich größer, wie Abel an den umgefallenen Steinen erkennen konnte. Eine Grabkammer besaß die Anlage nicht; sie ist somit als Kammerloses Hünenbett anzusprechen.

### Grab 2
Grab 2 besaß ein nord-südlich orientiertes Hünenbett, dass bei Abels Aufnahme bereits stärkere Schäden aufwies. Es verfügte noch über 30 Umfassungssteine, von denen die meisten an der westlichen Langseite standen. Einige weitere waren an der nördlichen Schmalseite erhalten. Auch bei dieser Anlage handelte es sich um ein Kammerloses Hünenbett.

### Grab 3
Grab 3 besaß ebenfalls ein nord-südlich orientiertes Hünenbett mit einer Länge von 40 Schritt (etwa 30 m) und einer Breite von 20 Schritt (etwa 15 m). Von der Umfassung waren an der östlichen Langseite 14, an der westlichen Langseite 12 und an den beiden Schmalseiten jeweils zwei Steine erhalten. In der südlichen Hälfte des Betts, 10 Schritt (etwa 7,5 m) von der Schmalseite der Umfassung, lag eine Grabkammer, von der Abel noch sechs Steine ausmachen konnte. Dies waren offenbar fünf Wandsteine und ein Deckstein. Vier Wandsteine standen nahe beieinander. Der Deckstein war bereits in neun Stücke gesprengt, das größte Stück ruhte aber noch auf den Wandsteinen. Der fünfte Wandstein stand in südlicher Richtung etwas abseits. Der Grabtyp lässt sich durch die starke Beschädigung der Kammer nicht mehr bestimmen.

### Grab 4
Grab 4 besaß ein nord-südlich orientiertes, trapezförmiges Hünenbett, das sich nach Norden verjüngte. Die Umfassung bestand aus 17 Steinen an der östlichen Langseite, 16 Steinen an der westlichen Langseite, 4 Steinen an der südlichen Schmalseite und 2 Steinen an der nördlichen Schmalseite. 15 Schritt (etwa 11 m) vor der westlichen Langseite stand ein einzelner großer Stein, offenbar ein Wächterstein. Auch diese Anlage besaß keine Kammer und ist damit als kammerloses Hünenbett anzusprechen.